# Winterswijk
Winterswijk é um município dos Países Baixos, situado na província da Guéldria. Tem 138,82 km² de área e sua população em 2020 foi estimada em 28.893 habitantes.